# 松本飛行場

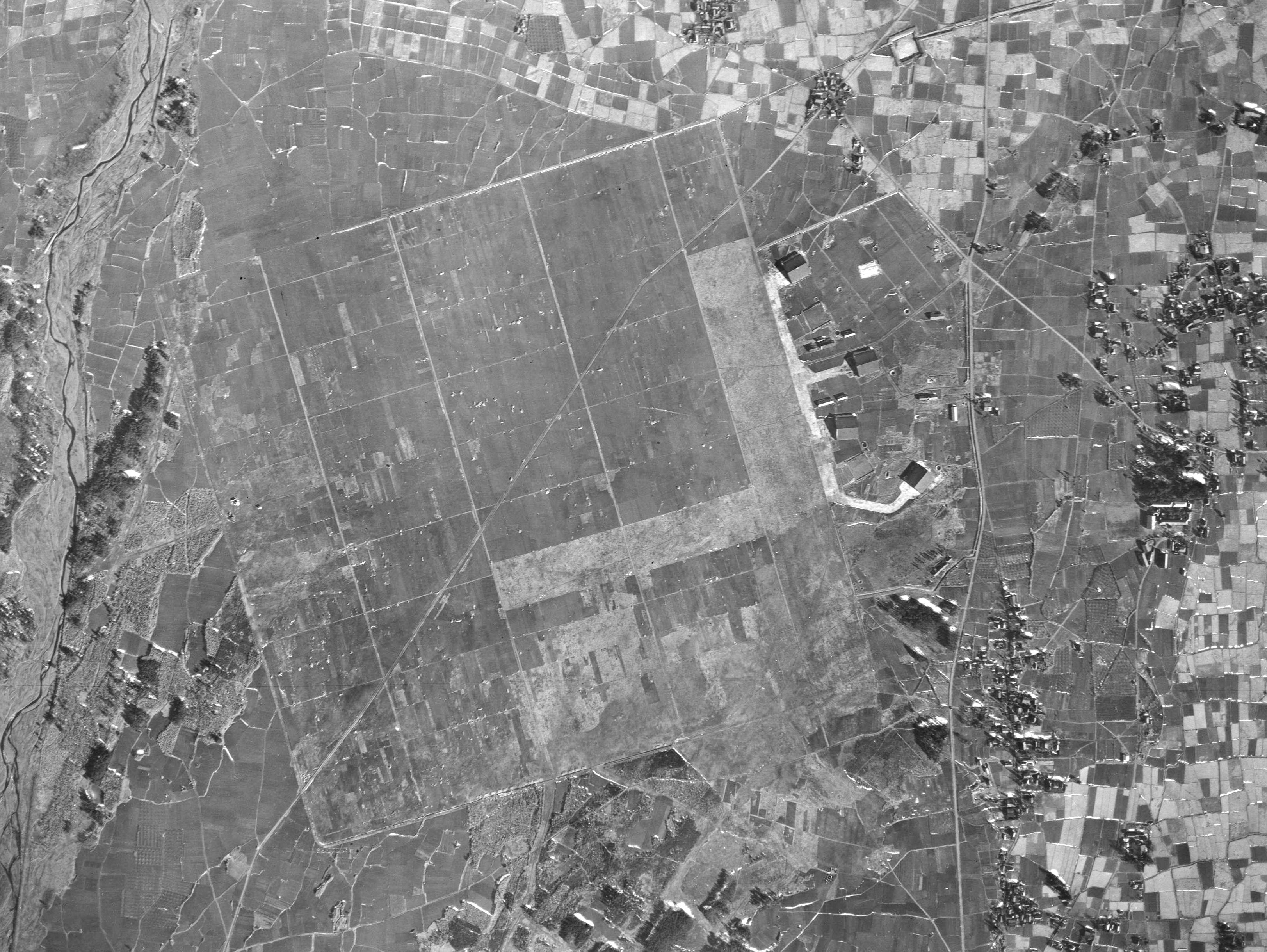
松本飛行場跡
（1948年撮影）

松本飛行場（まつもとひこうじょう）は、かつて長野県松本市にあった大日本帝国陸軍の飛行場（軍用飛行場）。現在の松本空港（信州まつもと空港）の北に位置し、神林・笹賀・今井の3地区にまたがる。

## 歴史
陸軍による当飛行場の建設計画は1942年（昭和17年）にまとめられ、1943年（昭和18年）以降、建設工事が進められた。広さ200ヘクタールの土地にのべ10万人の労働者が投入され、その中には朝鮮人や学生なども含まれていた。現在の安曇野市出身の映画監督・熊井啓もまた学生時代に当飛行場の建設に動員されており、自著の中で当時の過酷さについて語っている。飛行場の運用開始は1945年（昭和20年）の春のことで、その数か月後に終戦の日を迎えた。戦後、飛行場は閉鎖され、場内にあった飛行機は焼却、土地は地元に払い下げられた。
また、空襲の激化の為三菱重工業名古屋航空機製作所（大江工場）が松本市に疎開することになり、1945年2月1日に三菱重工業第一製作所が開設された。当飛行場には試作工場があり、当時三菱が開発中だった海軍の戦闘機烈風の六号機、七号機が鈴鹿工場から当飛行場に移されて開発、試験を行うこととなったが程なく終戦となった。
他にも同じく三菱が開発中であった陸軍のキ83の一号機が各務原飛行場から疎開して当飛行場で試験が続けられたが終戦を迎え、進駐してきたアメリカ軍に当飛行場で接収された。そのまま当飛行場でアメリカ軍による性能試験が実施され、アメリカ軍機用のハイオクタン価燃料を使用し、高度7,000mにおいて最大速度762km/hを記録したとされる。
松本市立菅野小学校は旧飛行場の滑走路の東に位置し、旧飛行場施設のコンクリート製基礎が校庭の基礎として流用されている。

## 施設
出典
- 所在地：長野県松本市神林・笹賀・今井
- 最寄り駅：国鉄（現・JR東日本）篠ノ井線・村井駅（資材運搬には牛車を活用）
- 広さ：約1300メートル四方の正方形、面積約200ヘクタール
- 設備：滑走路（コンクリート舗装）、格納庫（6棟）、防火水槽、兵舎および軍需工場（半地下式）、操縦模擬練習講堂、食堂、労働者用バラックなど
- 所属部隊：陸軍・空541部隊
- 配備：零戦、飛龍、呑龍、練習機（赤とんぼ）など100機以上

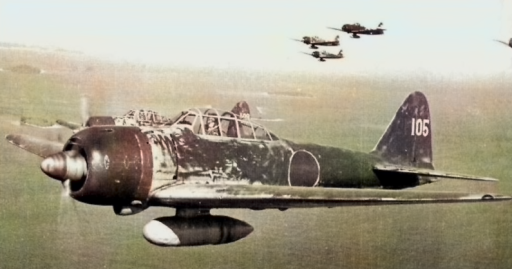
零戦
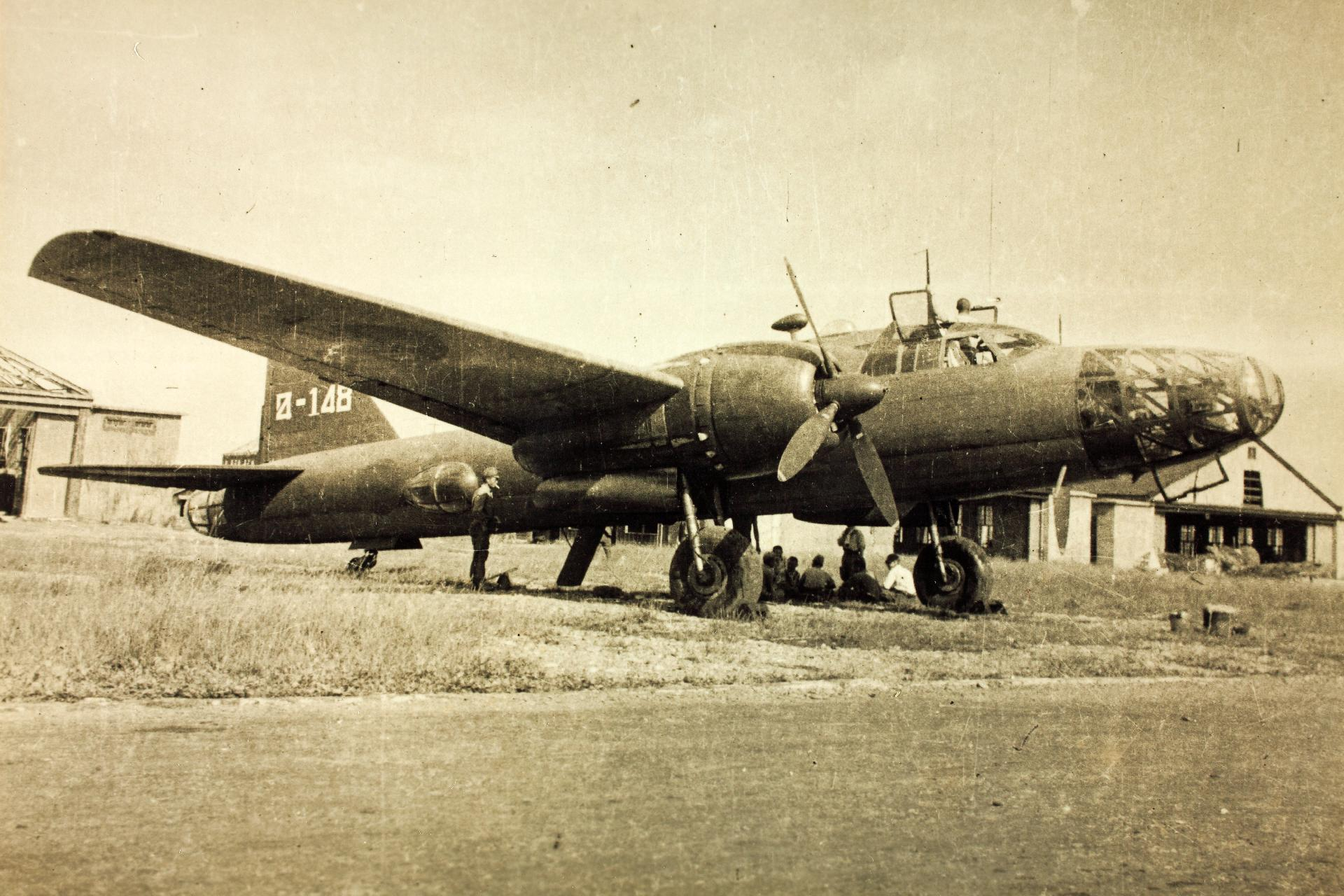
飛龍
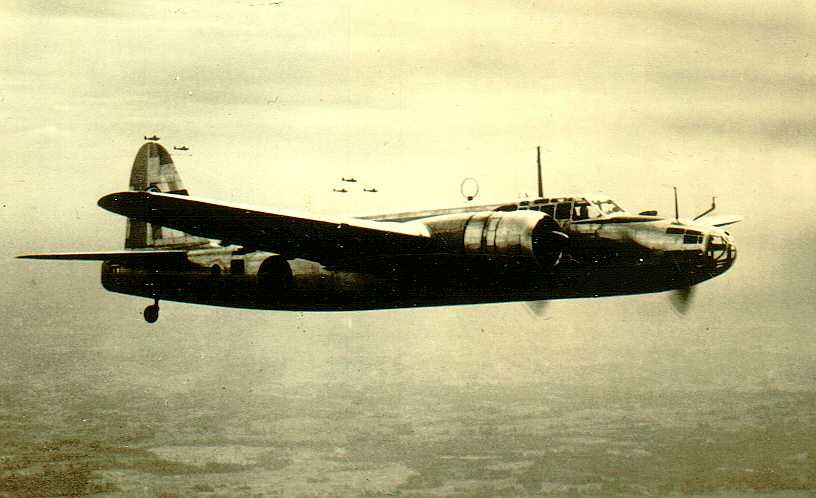
呑龍
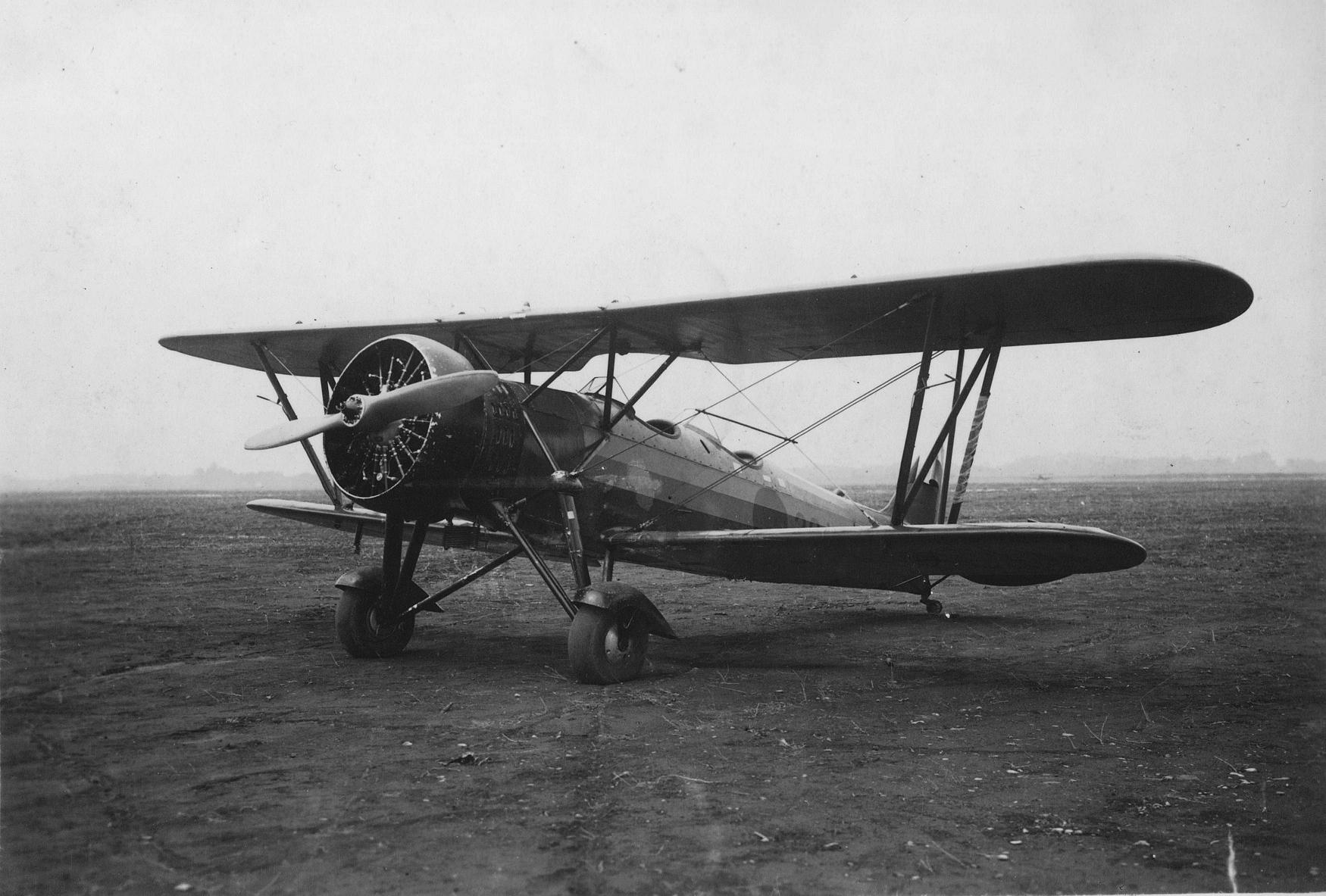
陸軍の赤とんぼ（九五式一型練習機）